# Oredesch
Der Oredesch (russisch Оредеж) ist ein rechter Nebenfluss der Luga in der russischen Oblast Leningrad.
Der Oredesch hat seinen Ursprung in dem Teich Kjurlewski Karjer. Er fließt in einem Bogen anfangs nach Osten, vorbei an den Siedlungen städtischen Typs Siwerski und Wyriza, später nach Süden und schließlich nach Westen. Er trifft auf den Oberlauf der Luga, ein Zufluss des Finnischen Meerbusens.
Der gleichnamige Ort Oredesch liegt unweit der Mündung am südlichen Flussufer.
Der Oredesch hat eine Länge von 192 km. Er entwässert ein Areal von 3220 km².
36 km oberhalb der Mündung beträgt der mittlere Abfluss 20 m³/s.
Zwischen der zweiten Novemberhälfte und der ersten Januarhälfte gefriert der Fluss.
Im April ist er wieder eisfrei.
Im Unterlauf ist der Oredesch schiffbar.